# Celisaltica
Celisaltica là một chi bọ cánh cứng trong họ Chrysomelidae.
Chi này được Biondi miêu tả khoa học năm 2001.

## Các loài
Chi này gồm các loài:
- Celisaltica ruwenzorica Biondi, 2001